# Цзян Шилунь
Цзян Шилунь (Ши-лунь, Ши-Лунь; кит.姜世伦 пиньинь jiāng shì lún。) — китайский, российский художник, каллиграф, поэт, переводчик, преподаватель
Родился 28 августа 1927 в г. Мукден, с 1929 г. г. Шэньян, провинция Ляонин, Китай.
Умер 10 февраля 2020 года в г. Чжанцзякоу, провинция Хэбэй, Китайская Народная Республика.

## Биография
Цзян Шилунь — наследник огромной многовековой художественной традиции. Отец — филолог и каллиграф, с ранних лет учил сына искусству каллиграфии, развивал художественные навыки и определил на учёбу в специализированную гимназию с художественным уклоном. После окончания гимназии Шилунь поступил на филологический факультет Китайского Северо-восточного университета города Шэньян, который успешно окончил в 1948 году. В 1955 году Шилунь переезжает в Советский Союз, поселяется в Ленинграде и преподает китайский язык в школе-интернате № 5 и в Ленинградском Государственном университете. Продолжает увлеченно заниматься живописью, осваивая технику китайской традиционной живописи «гохуа».Хорошее знание классической китайской литературы, любовь к поэзии и живописи в значительной мере помогли ему стать настоящим мастером национальной живописи «гохуа»: стихи и пейзажи великого живописца и поэта VIII века Ван Вэя, картины таких крупных мастеров XVI—XVII веков как Сюй Вэй,Шитао, Чжу Да.
В 1977 году Цзян Шилунь получает гражданство СССР, а в 1979 его принимают в члены Союза художников СССР. Затем приходит признание и на родине, в Китае. В 1988 году Цзян Шилунь становится членом Союза художников Китая, а в 1992 его избирают почетным профессором Академии искусств им. Лу Синя, Китай (Lu Xun Academy of Fine Arts или LAFA).
За выдающийся вклад в развитие искусства и образования Цзян Шилуню в 2002 году присвоено звание почетного профессора Института живописи, скульптуры и архитектуры им. И. Е. Репина Российской Академии художеств, а в 2003 г. почетного доктора искусств Российского государственного педагогического университета имени А. И. Герцена. Все эти годы Цзян Шилунь плодотворно работает, преподает, много ездит по стране, готовит выставки и мастер-классы в России, в Китае, в европейских странах. В Санкт-Петербурге в 2011 г. он открывает арт-галерею «Шилунь», которая привлекает своей интересной экспозицией картин, фарфора и прикладного искусства большое количество любителей и учеников, там же проводит мастер-классы.,.
В 2013 году у Цзян Шилуня начались проблемы со здоровьем, он переносит операцию на сердце с установкой кардиостимулятора, но в 2015 году инсульт окончательно подрывает здоровье мастера. В начале 2015 года Цзян Шилунь улетает в Китай, живёт в доме престарелых в г. Чжанцзякоу, провинция Хэбэй, где и умирает 10 февраля 2020 года.

## Творчество
Цзян Шилуня можно смело назвать классиком китайской традиционной живописи и продолжателем национальных традиций; он также создал свой собственный живописный язык, который не только отражает его мироощущения, но и придает значимость и уникальность его работам. Большое значение имело и то, что он большую часть жизни прожил в России и именно здесь состоялся как художник, получил высокое признание. Произведения традиционной китайской живописи «Гохуа» созданы мастером в основном в жанре пейзажной живописи «горы и воды» (шаньшуйхуа) и в жанре изображения цветов и птиц (хуаняохуа). Художник писал в стиле «сеи» (грубая кисть), где нет четких контуров предметов и мастер создает образ, навеянный впечатлением, созерцанием, размышлением и в стиле «шуймо» (водяная тушь), когда с помощью различных оттенков чёрной туши создается композиция. В пейзажах, навеянных природой родного Китая, мастер создавал свой макромир, гармоничный мир природы и человека. А микромир Шилуня отразился в жанрах «цветы-птицы» (хуаняо) и в «живописи бамбука» (мочжу). В красивых немногословных и изящных композициях художник показывает дух предмета, его внутреннюю сущность, а не детальное внешнее сходство. Ещё одной особенностью манеры Цзян Шилуня является объединение в ней таких жанров, как поэзия, каллиграфия, живопись и китайские резные печати, которые не просто расширяют художественное наполнение живописного произведения, но и передают его основную идею, становятся проявлением индивидуального почерка, выражают настроение автора. На всех произведениях Цзян Шилуня стоит печать с надписью «Хорошее настроение». Так художник декларирует свое отношение к жизни и к своему творчеству.
Пейзажи русской природы удачно сочетают традиционные принципы китайской живописи и европейской перспективы. Это виды равнин (село Михайловское), картины предгорий (Средняя Азия), гор Алтая или заснеженных скал Сахалина, панорамы Крыма. Природные пейзажи чередуются с городскими, повторяя географию путешествий художника. {{"Внеся в живопись тонкое понимание поэзии, любовь ко всему русскому, Цзян Шилунь создал удивительную, неповторимую, исполненную лиризма, волшебную картину великого жизненного путешествия по России"}}.<ref>Статья | Кошкина О. Ю. “Цзян Шилунь: сны о России. Отечественные пейзажи в интерпретации мастера традиционной китайской живописи”. Современное искусство Востока. Сборник материалов I международной научной конференции/ Ред.-сост. Д. Н. Воробьева — М.: Московский музей современного искусства, 2017. — С. 98-108.
Много и плодотворно художник работал в области декоративно-прикладного искусства. Это ширмы, светильники, фонари, тарелки, вазы, блюда, украшенные миниатюрными пейзажами, полные красоты и изящества. Одним из последних направлений творчества Цзян Шилуня явился совместный с Санкт-Петербургским Императорским фарфоровым заводом проект по выпуску высокохудожественных авторских произведений класса «люкс» под брендом «Императорский фарфор». Произведения с росписью по фарфору были представлены в арт-галерее «Шилунь».

## Достижения
Все годы Цзян Шилунь неустанно работал над организацией и проведением персональных выставок. Только с 1975 года по 2007 год их состоялось более 40. Выставки не только пропагандировали искусство, но и несли высокие идеи гуманизма, дружбы и взаимотворчества. Они снискали множество поклонников творчества Цзян Шилуня, и его картины составляют гордость частных коллекций не только в России, но и в Финляндии, Норвегии, Китае, Франции, Германии, Японии, Америке и в других странах. Работы Цзян Шилуня приобретены известными музеями мира, такими как Государственный музей изобразительных искусств имени А. С. Пушкина в Москве, Лувр во Франции («Утренний туман в горах Хуаншань»), Токийская художественная галерея и другие галереи. Государственный Эрмитаж приобрел 11 работ художника, Государственный музей искусства народов Востока (Музей Востока) — 24, Норильская художественная галерея — 28, Сахалинский областной государственный художественный музей — 18, Омский областной музей изобразительных искусств имени М. А. Врубеля — 10, Томский Областной художественный музей (ttps://artmuseumtomsk.ru/page/6)
Посмертная выставка произведений Шилуня состоялась 28.03.2020-31.07.2020 в Санкт-Петербурге.
Награды
1979 г. — награждён Серебряной медалью Армянского патриарха за картину «Гора Арарат».
1999 г. — награждён Золотой медалью за картину «Дом Пушкина» на выставке, посвященной 200-летию со дня рождения А. С. Пушкина, Санкт-Петербург
2003 г. — награждён медалью «Достойному», Санкт-Петербургская государственная Академия Художеств им. Репина
2005 г. — награждён дипломом за лучшую работу в номинации «Пейзаж» III-го Международного биеннале Арт-мост-акварель, Санкт-Петербург.
2005 г. — становится лауреатом «Специальной художественной премии» Пекинской Международной биеннале.
Неоднократно являлся получателем благодарственных писем и грамот за содействие в формировании музейных коллекций (передаче картин в дар музеям) и в проведении выставок в различных музеях, как России, так и в других странах.

## Ученики
Цзян Алексей, сын художника, и Хорева-Цзян Татьяна, невестка. Они успешно продолжают традиции, которые были преподаны им непосредственно самим художником. Работая в технике «Гохуа», они создают не только картины, но и произведения прикладного искусства: фарфоровые изделия, фонари, ширмы. Выставки их произведений состоялись Новгороде в «Центре культуры и искусств» и в «Центре творческой интеллигенции имени В. В. Сороки» в 2019—2020 годах.